# 蘇元章
蘇元章（？年—？年），資州資陽縣人，由道光十五年乙未恩科舉人，大挑二等，選授廣元縣訓導，同治四年五月署四川順慶府岳池縣訓導。是一位政治人物，明清時曾在四川順慶府岳池縣（位於今四川東北部，武周萬歲通天二年分南充、相如二縣置，是一個千年古縣）擔任官吏。